# Kielská smlouva

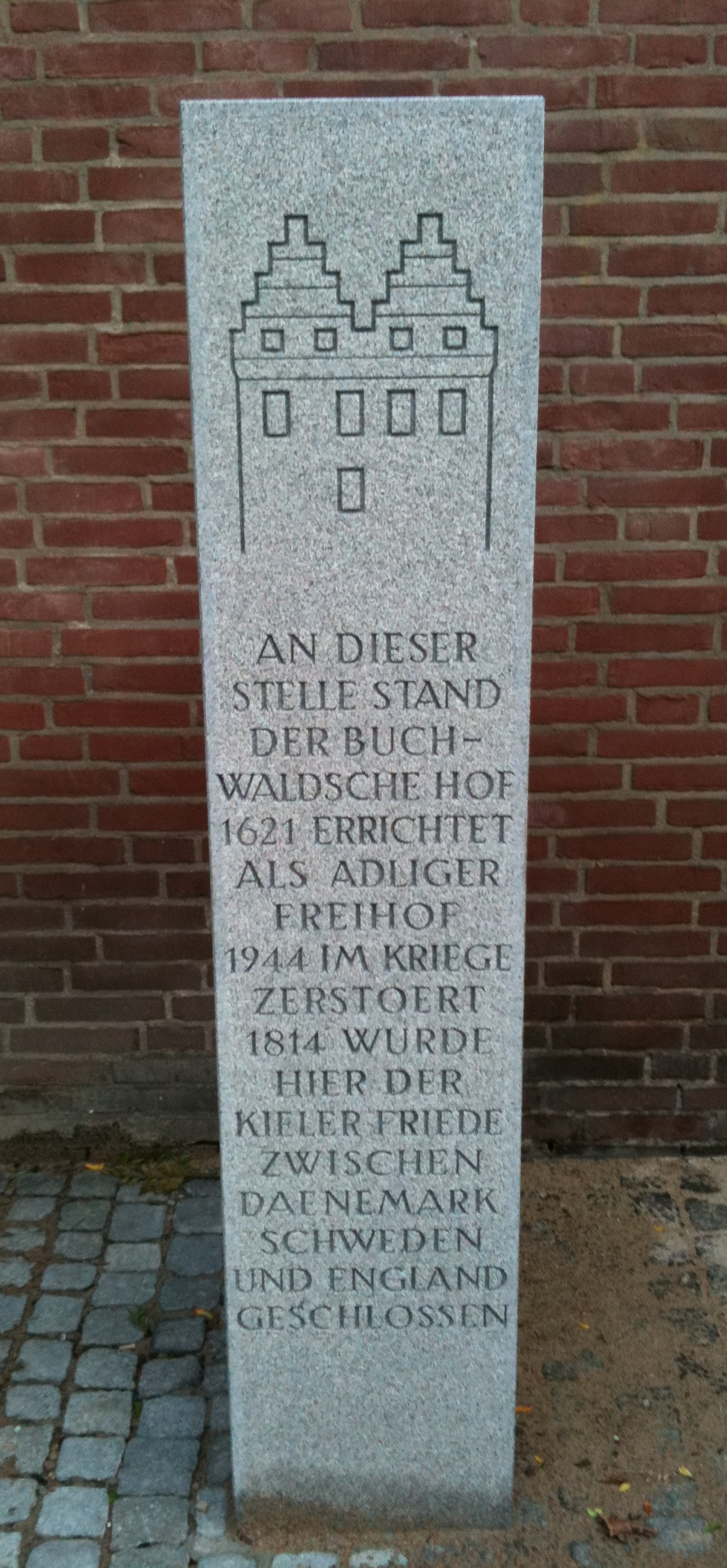
Kamenný sloup v Kielu na místě, kde stával Buchwaldscher Hof, kde byla smlouva podepsána

Kielská smlouva byla mírovou smlouvou mezi Švédskem, jako zástupcem Šesté protinapoleonské koalice, a Dánskem, které stálo na poražené straně v napoleonských válkách. K podpisu došlo 14. ledna 1814 v Kielu.

## Obsah smlouvy
Dánsko touto smlouvou postoupilo Švédsku Norsko. Naopak Švédsko se vzdávalo svých posledních území v Pomořansku na Rujaně, které následně získalo Prusko. Velká Británie si ponechala strategicky významný ostrov Helgoland v Severním moři. Norská závislá území Grónsko, Island a Faerské ostrovy byly vyjmuty z jeho působnosti a setrvaly v rámci unie přidružené k Dánsku.

## Historické souvislosti
Kielská smlouva však nikdy nevstoupila v platnost. Norsko vyhlásilo svou nezávislost, 17. května 1814 přijalo vlastní ústavu (platí v modifikované verzi do současnosti) a zvolilo prince Fredericka Kristiána za svého krále. Po následné krátké roztržce se Švédy Norové souhlasili na konventu v Mossu se vznikem personální unie, kdy si obě země zachovaly vlastní parlament. Norský král Frederick Kristián abdikoval v říjnu 1814 a norský parlament Storting dne 4. listopadu 1814 zvolil za krále Karla XIII., panovníka Švédska. Jeho smrtí 5. února 1818 se završila historie švédské královské dynastie. Novým králem byl zvolen napoleonský maršál a bývalý francouzský ministr války Jean-Baptiste Bernadotte jako Karel XIV. Jan, který založil dynastii vládnoucí ve Švédsku až do současnosti.